# Венский кружок
«Ве́нский кружо́к» (нем. Wiener Kreis) — сообщество учёных, регулярно собиравшихся в Вене с конца 20-х и до середины 30-х годов XX века. Руководителем кружка был профессор кафедры индуктивных наук Мориц Шлик. С деятельностью «Венского кружка» связывают зарождение философского логического позитивизма.

## История

### Первый Венский кружок
История Венского кружка началась в Венском университете в Австрии. В 1895-м году там была создана кафедра философии индуктивных наук, которой до 1901 года заведовал Эрнст Мах, благодаря этому в Вене складывалась эмпирическая философская традиция. В 1907 году в венском кафе «Централь» стали собираться студенты и преподаватели Венского университета, в основном это были студенты Ханса Хана и молодые преподаватели физики и математики. Эти собрания считаются первым Венским кружком или прото-кружком.
«Ядром» первого Венского кружка считаются математик Ханс Хан, социолог и экономист Отто Нейрат, математик и механик Рихард фон Мизес, физик и философ Филипп Франк. Будучи под влиянием идей целого ряда авторов (Э. Мах, Я. фон Витус, Л. Больцман, А. Пуанкаре и других), участники прото-кружка стремились объединить эмпиризм, символическую логику и французский конвенционализм. Собрания прото-кружка проходили вплоть до 1912 года, когда многие участники кружка уехали из Вены.

### Второй Венский кружок
После первой мировой войны и преподавания в Бонне Ханс Хан вернулся в Венский университет в 1921 году и хотел возобновить деятельность прото-кружка. В то же время место профессора на кафедре индуктивных наук было вакантно, Ханс убедил комитет университета принять на эту должность Морица Шлика, преподававшего философию в университете Киля, и организовал его переезд в Вену.
В 1922 году во время инаугурационной речи на должность профессора М. Шлик выразил намерение сохранить дух Маха и Больцмана в Вене и поддержал новые веяния в натуральной философии. После вступления в должность Шлик организовал дискуссионную группу, которая известна как второй Венский кружок, и которая впоследствии стала называться просто «Венский кружок» и считается идейным ядром логического позитивизма (неопозитивизма). Кружок собирался каждый второй четверг. Эти встречи носили закрытый характер — Шлик лично приглашал выдающихся математиков и философов на «четверги». Среди участников этих встреч были как выдающиеся студенты, так и опытные преподаватели. Во втором Венском кружке участвовали такие люди как: О. Нейрат, Е. Цильзель, Г. Фейгль, Б. Юхос, Г. Нейдер, Р. Карнап, В. Крафт, Ф. Кауфман, Г. Ган, К. Менгер, Т. Радакович и К. Гёдель.
Книга Людвига Витгенштейна «Логико-философский трактат» (1921) широко обсуждалась в кружке в 1926—1927 академическом годе, а летом 1927-го члены кружка лично встречались с Витгенштейном.

### Манифест и общество Эрнста Маха
В 1928 году Венский кружок переходит в публичную фазу, для популяризации своих идей члены кружка создают общество Эрнста Маха (нем. Verein Ernst Mach), президентом которого становится М. Шлик. В рамках общества Эрнста Маха участники кружка проводили публичные лекции на самые различные темы, связанные с философией, математикой, физикой, теологией и т. д. Вместе с этим у кружка появляется печатное издание «Известия общества Эрнста Маха», где публикуются работы членов кружка. А в 1929 году на конференции по эпистемологии точных наук в Праге Нейрат от имени кружка выступил с манифестом «Научное понимание мира. Венский кружок» (нем. Wissenschaftliche Weltauffassung — Der Wiener Kreis), в котором были сформулированы основные принципы неопозитивизма. В Манифесте были указаны те направления философской и научной мысли, продолжателями которых считали себя члены кружка.
В это время окончательно и формируется Венский Кружок, и устанавливаются связи с такими же по духу группами. Так, в 1930 году Венский кружок, совместно с группой Рейхенбаха (ещё одна неопозитивистская группа, получившая название Берлинский кружок) начинает выпускать журнал «Познание» (нем. «Erkenntnis»), в первом выпуске которого был опубликован манифест группы. Помимо этого к Венскому кружку примыкают такие учёные как: Джон фон Нейман, Ф. Рамсей, А. Френкель и другие. В этом же году из Вены в США переезжает Г. Фейгль, сыгравший не последнюю роль в деятельности кружка. Впоследствии благодаря ему идеи кружка получили большее распространение за рубежом.
В 1930 году на второй конференции по эпистемологии точных наук в Кёнигсберге Гёдель представляет свои работы о принципиальных ограничениях формальной арифметики и, как следствие, всякой формальной системы. А Ф. Вайсман и В. Гейзенберг представили свои работы о принципе верификации в математике и квантовой механике соответственно. В 1930-х годах члены Венского кружка активно разрабатывают идеи неопозитивизма.
В 1935 году в Праге проходит Первый международный конгресс унифицированной науки, в котором участники кружка выступили единым философским течением. Конгресс посетили около 170 учёных из 20 стран. На конгрессе была затронута тема о создании «Энциклопедии унифицированной науки».
В 1936 году в Копенгагене проходит Второй международный конгресс унифицированной науки на тему «Проблема причинности. Конкретные проблемы физики и биологии», на котором в частности было уделено внимание копенгагенской интерпретации квантовой механики.

### Окончание деятельности кружка
В 1936 году, на следующий день после закрытия второго международного конгресса унифицированной науки, в Вене на ступенях Венского университета Мориц Шлик был убит собственным аспирантом. После чего кружок прекратил собрания, но конгрессы все ещё проводились. Следующие два конгресса прошли в 1937 году в Париже и в 1938 году в Кембридже (последний в Европе).
К 1938 году Венский кружок начал распадаться, а с захватом Австрии нацистской Германией — окончательно прекратил своё существование. Большинство членов кружка эмигрировали в США, где постепенно сложилось благодаря им сильное течение логического позитивизма. Так пятый (1939) и шестой (1941) международный конгресс унифицированной науки прошли в Кембридже (Массачусетс) и Чикаго. Конгрессы перестали проводиться в связи с второй мировой войной.
Помимо США идеи кружка получили распространение во многих странах мира: в Англии, Франции, Финляндии и других. Однако, в Германии деятельность кружка была запрещена и считалась «подрывной».

## Представители Венского кружка
Кружок состоял из многих выдающихся лиц и стал идейным центром неопозитивизма.
Основателем кружка считают философа Морица Шлика. Другими ключевыми фигурами кружка были логик и математик Курт Гёдель, известный сформулированной и доказанной им теоремой о неполноте; философ и логик Рудольф Карнап, математик Ханс Хан, философ, социолог и экономист Отто Нейрат, философ Карл Гемпель, физик-математик Филипп Франк и философ Ганс Рейхенбах, а также Герберт Фейгль, физик-математик Фридрих Вайсман и философ Виктор Крафт. Входили туда также Густав Бергманн, студент Шлика Марсель Наткин, математики Теодор Радакович и Ольга Хан-Нейрат (жена Отто Нейрата и сестра Ханса Хана). Непродолжительными участниками, но горячими приверженцами и популяризаторами идей Венского кружка были англичанин Альфред Айер и американец Куайн. На особом положении в кружке были Людвиг Витгенштейн и Карл Поппер. Первый воспринимался как духовный учитель, к которому профессор Шлик ездил на аудиенции, а второй — как «официальный критик» кружка (как известно Поппер в 1934 году в своей основной работе подверг критике принцип верификации и противопоставил ему принцип фальсифицируемости).

## Идеи Венского кружка

### Предпосылки
К началу собраний прото-кружка в Венском университете уже существовала база для научно-эмпирической философии, созданная Махом и Больцманом. Идеи Венского кружка формировались под влиянием нескольких философских идей и установок. Так позитивистские и эмпирические установки кружка формировалась под влияем работ Э. Маха, Д. Юма, О. Конта, Д. Милля, Р. Авенариуса и философов просвещения. В своей работе «Познание и заблуждение» Э.Мах сформулировал требование ко всем научным суждениям: в физической науке суждения должны быть проверяемы опытным путём, иначе они бессмысленны. Эта идея легла в основу антиметафизической позиции членов Венского кружка.
Видение целей и методов науки у членов Венского кружка формировалось под влиянием работ Э. Маха, Г. Гельмгольца, Г. Римана, А. Пуанкаре, П. Дюгема, Л. Больцмана и А. Эйнштейна. Сильное впечатление на членов кружка произвела теория относительности, которую Ф. Франк назвал великолепным примером научной теории в духе нового позитивизма, поскольку эта теория была отделена от фактов, которые она должна описывать, а также предсказывала конкретные наблюдения: отклонение света под действием гравитации, гравитационное красное смещение и так далее.
Помимо этого члены кружка познакомились с трудами по логике таких авторов как Г. Лейбниц, Пеано, Г. Фреге, Э. Шрёдер, Б. Рассел, А. Уайтхед, Л. Витгенштейн. Так в кружке активно обсуждалась работа Рассела и Уайтхеда «Principia mathematica» об основаниях математики. Другой важной работой об основаниях математики является работа Фреге, который пытался показать что логика и есть основание математики.
Также читались работы по аксиоматике, за авторством: М. Паша, Пеано, Вайлати, Пьери и Д. Гильберта. По эвдемонизму и позитивистской социологии, члены кружка обсуждали работы Эпикура, Юма, Бентама, Милля, Конта, Фейербаха, К. Маркса, Г. Спенсера, Мюллер-Лайера, Й. Поппер-Линкеуса и Карла Менгера.

### Логика и математика
После того как в «Principia mathematica» Рассел и Уайтхед обосновали основные понятия математики через логику, а в логико-философском трактате Витгенштейн указал на то, что предложения математики представляют собой простые тавтологии, участники кружка пришли к выводу что математика и логика apriori аналитичны по своему характеру и в то же время математика полностью сводима к логике. Таким образом члены кружка считали возможным обоснование логицизма.

### Эмпиризм
Большое влияние на идеи кружка оказал Витгенштейн. Он, будучи хорошо знаком с моделью логического атомизма Principia Mathematica, в своём Логико-философском трактате распространил эту модель на все знания о мире. Главными положениями этой модели являются экзистенциализм (связи между предложениями рассматриваются только в контексте их функции истинности) и атомарность (знание сводится к независимым атомарным предложениям). Члены кружка, как приверженцы эмпиризма, интерпретировали эту модель по-своему: с их точки зрения все знания о мире сводилось к элементарным чувственно проверяемым утверждениям, которые они назвали протокольными положениями.

### Верификационизм и метафизика
Одной из идей, поддерживающейся большинством членов кружка, было высказывание Э. Маха о том, что «суждения которые не могут быть ни проверены, ни опровергнуты, не имеют отношения к науке». Хотя члены кружка и решили что математические предложения не выражают никаких фактов (они аналитические apriori) и поэтому бессмысленны, они не могли сказать этого об эмпирических науках, которые выражали факты реального мира и были синтетическими aposteriori. Венским кружком был предложен принцип, согласно которому лишь те суждения о реальном мире, которые можно проверить экспериментом, имели смысл. Этот логический принцип получил название верификационизм. Согласно идеям Венского кружка неверифицируемые предложения, помимо того что они были бессмысленными, порождали псевдопроблемы.

### Методология и унифицированная наука
Члены кружка хоть и разделяли науки на естественные и гуманитарные, они считали, что и те и другие должны обладать единой естественнонаучной методологией. Таким образом, члены кружка пытались создать унифицированную науку, которая бы согласовалась с их монистской позицией.

### Логический позитивизм
Большую роль сыграл махизм, который имел большое влияние в Венском университете. Эмпиризм и феноменализм махизма в интерпретации научного познания принимался участниками Венского кружка наряду с идеями о значимости логического анализа языка для философии науки, представленными в «Логико-философском трактате» Людвига Витгенштейна. Заимствовав у Витгенштейна понятие атомарных предложений, члены Кружка сформулировали концепцию базисных утверждений языка науки, выражающих «непосредственно данное» в опыте. Эти базисные утверждения получили название протокольных предложений и рассматривались как такие утверждения, сведе́ние к которым гарантирует верифицируемость того или иного анализируемого содержательного утверждения т. н. реальной науки. В современной методологии науки концепция о безусловной достоверности чистого опыта, свободного от какой-либо понятийной интерпретации, теряет смысл, поэтому данные идеи представителей Венского кружка интересны, скорее, с точки зрения истории философско-методологической мысли.
Для решения многих философских проблем, а также для анализа языка науки и рассмотрения структуры научного знания, члены Кружка использовали аппарат математической логики. В дальнейшем это помогало доказывать или опровергать научные теории.
В 1920-х гг. на основе Венского Кружка возникло такое направление неопозитивизма, как логический позитивизм. Для логического позитивизма был характерен ярко выраженный сциентизм, то есть система убеждений, которые утверждали основополагающую роль науки в суждении о мире. Нередко сциентисты считают «образцовыми науками» физику и математику, полагая, что все науки должны строиться на их основании.